# Naoki Naitō
Naoki Naitō (内藤 直樹?, Naitō Naoki; Shizuoka, 30 maggio 1968) è un ex calciatore giapponese, di ruolo difensore.

## Carriera
Ha militato nell'Hitachi, nel Shimizu S-Pulse, nel Sanfrecce Hiroshima e nel Vissel Kobe.